# Eupododexia picta
Eupododexia picta är en tvåvingeart som beskrevs av Louis-Paul Mesnil 1976. Eupododexia picta ingår i släktet Eupododexia och familjen parasitflugor.
Artens utbredningsområde är Madagaskar. Inga underarter finns listade i Catalogue of Life.